# Референдум в Латвии (1998)
Референдум об отмене принятых Сеймом 22 июня 1998 года поправок к латвийскому Закону о гражданстве, расширявших возможности натурализации и предоставлявших право на гражданство Латвии детям неграждан (nepilsoņi) и апатридов (bezvalstnieki), родившимся в Латвии после 21 августа 1991 года, состоялся 3 октября 1998 года, в один день с выборами Седьмого Сейма. Явка составила 69,16 %, или 928 040 граждан.

## Предыстория
22 июня 1998 года Сейм Латвии принял 16 поправок к Закону о гражданстве. Поправки, предложенные коалиционным правительством под руководством Гунтарса Крастса, были направлены на расширение возможностей натурализации для некоторых групп неграждан в соответствии с рекомендациями ОБСЕ. Поправки включали в себя отмену «окон натурализации», предоставление гражданства лицам, родившимся после 21 августа 1991 года и имеющим родителей-неграждан, и упрощение процедур натурализации для лиц старше 65 лет.
После одобрения поправок Сеймом Латвии 36 депутатов потребовали приостановления провозглашения закона Президентом Латвии. В соответствии со статьёй 72 Сатверсме президент обязан остановить провозглашение закона на два месяца, если этого требуют не менее одной трети депутатов Сейма. В течение этих двух месяцев закон может быть передан на референдум, если это решение поддержат не менее 10 % избирателей. С 20 июля по 18 августа 1998 года проводился сбор подписей за проведение референдума об отмене принятых поправок. В результате было собрано 226530 подписей граждан, что составило около 17 % от общего числа избирателей.
На референдум был вынесен следующий вопрос:

Поддерживаете ли Вы отмену поправок в Закон о гражданстве от 22 июня 1998 года?
Оригинальный текст (латыш.)Vai jūs atbalstāt 1998. gada 22. jūnija Pilsonības likuma grozījumu atcelšanu?

Соответственно, избиратели, голосовавшие «за», выступали за отмену поправок, а проголосовавшие «против», поддерживали принятие поправок. Согласно статье 74 Сатверсме поправки в Закон о гражданстве могли быть отменены в том случае, если количество избирателей, участвовавших в референдуме, составило не менее половины от явки на предыдущих выборах в Сейм и при этом больше половины от пришедших на участки проголосовали за отмену поправок. По данным ЦИК, поправки могли быть отменены, если в референдуме приняли бы участие не менее 477696 избирателей и как минимум 238849 из них проголосовали «за».

## Суть поправок к Закону о гражданстве
1) Предоставление гражданства по заявке родителей всем детям, родившимся после 21 августа 1991 года, если по крайней мере один из их родителей являлся гражданином СССР и проживает на постоянной основе в Латвии с 21 августа 1991 года. Дети могут получить гражданство по достижении 16 лет и не позже 18 лет посредством подачи заявления о приобретении гражданства и подтверждения владения латышским языком. Подтверждением владения латышским языком является либо свидетельство об окончании латышской школы либо прохождение специального экзамена по латышскому языку и истории.
2) Отмена «окон натурализации», которые вводят возрастные ограничения на приобретение гражданства. Согласно системе «окон натурализации» более молодые группы неграждан получали возможность натурализации раньше более старших групп неграждан, при этом постепенно с течением времени возраст, с которого позволялось получение гражданства, повышался.
3) Натурализация лиц, чьи предки были гражданами Польши на 17 июня 1940 года, если они постоянно проживают в Латвии в течение не менее пяти лет перед подачей заявления о получении гражданства.
4) Право на предоставление гражданства за особые заслуги не более пятидесяти лицам ежегодно переходит от парламента к правительству.

## Результаты
«За» отмену поправок проголосовало 44,89 % избирателей, «против» — 52,54 %. Таким образом, поправки были одобрены и вступили в силу. В Риге и Латгалии большинство голосов было подано «против», в Видземе, Курземе, Земгале и на заграничных участках — «за». Наибольшей доля голосов «за» была в Лиепайском районе (55,20 %) и на заграничных участках (68,13 %), наименьшей — в Даугавпилсе (17,64 %).
| Ответ                                                    | Голоса    | %     |
| -------------------------------------------------------- | --------- | ----- |
| За                                                       | 416 584   | 44,98 |
| Против                                                   | 487 559   | 52,54 |
| Недействительные                                         | 23,897    | 2,48  |
| Всего                                                    | 928 040   | 100   |
| Всего избирателей/явка                                   | 1 341 873 | 69,16 |
| Источник: Likuma «Grozījumi Pilsonības likumā» atcelšana |           |       |

Результаты по областям:
| Область                                                      | За    | Против |
| ------------------------------------------------------------ | ----- | ------ |
| Рига и заграница                                             | 45,78 | 52,12  |
| Видземе                                                      | 49,23 | 47,88  |
| Латгале                                                      | 27,87 | 68,62  |
| Курземе                                                      | 50,27 | 48,59  |
| Земгале                                                      | 50,24 | 47,84  |
| Источник: Tautas nobalsošanas rezultāti (недоступная ссылка) |       |        |